# Araeopteron betie
Araeopteron betie är en fjärilsart som beskrevs av Dyar 1914. Araeopteron betie ingår i släktet Araeopteron och familjen nattflyn. Inga underarter finns listade i Catalogue of Life.